# Kaspar Füger der Jüngere
Kaspar Füger der Jüngere (* um 1562 in Dresden; † 27. Juli 1617 ebenda) war ein deutscher Komponist und Kreuzkantor.

## Leben
Füger, Sohn von Kaspar Füger dem Älteren, besuchte ab 1575 die Fürstenschule in Meißen und studierte ab 1581 an der Universität Leipzig. 1583 wechselte er an die Universität Wittenberg, wo er sich 1584 den akademischen Grad eines Magisters der Philosophie erwarb. von 1585 bis 1586 war er Kantor an der Kreuzkirche und dritter Lehrer an der Kreuzschule in Dresden. Da er sich als Lutheraner gegen die vorherrschenden Kalvinistischen Bestrebungen wendete wurde er entlassen. Als diese 1591 vertrieben worden waren, übernahm er die Stelle des Konrektors der Kreuzschule und wurde um 1605 als Diakon an der Kreuzkirche tätig.
Von Füger ist nur ein Werk erhalten: die 1580 von seinem Vater herausgegebene Sammlung Christliche Verß und Gesenge, die aus drei vom Sohn komponierten mehrstimmigen Gesängen besteht.